# Альфред Браш Форд
Альфред Браш Форд (англ. Alfred Brush Ford нар. 22 лютого 1950, Детройт, США), також відомий під своїм крішнаїтський духовним ім'ям Амбаріша Даса — американський бізнесмен і меценат, опікун міжнародного благодійного фонду «Ford Motor Company», правнук засновника автомобільного концерну Ford Motor Company Генрі Форда. У 1975 році навернувся в індуїзм, отримавши духовне посвячення від засновника Міжнародного товариства свідомості Крішни (ІСККОН) Бгактіведанти Свамі Прабгупади. Одружений з Шармілою Форд, має дочок Амріту й Анішу.

## Біографія
Альфред Форд народився 22 лютого 1950 року в Детройті, Мічиган. Мати Альфреда, Джозефін Клей Форд (1923—2005), була дочкою сина Генрі Форда Едселя Форда. Батько Альфреда, Волтер Форд (1920-1991), не перебував у кровній спорідненості з родиною Форда. Старший брат Альфреда, Волтер Форд III 1943, певний час виконував обов'язки члена ради директорів компанії Ford.
На початку 1970-х років, будучи студентом, Альфред Форд зацікавився індуїзмом. У 1974 році він прочитав книгу «Бгаґавад-Ґіта як вона є» — індуїстський священний текст «Бгаґавад-Ґіту» в перекладі і з коментарями засновника Міжнародного товариства свідомості Крішни (ІСККОН) Бгактіведанти Свамі Прабгупади. Роком пізніше, Альфред приєднався до ІСККОН. Він став ченцем-брахмачарі, прийняв духовне посвячення й санскритське ім'я «Амбаріша Даса» від Бгактіведанти Свамі Прабгупади і відбув разом з ним у паломництво до Індії.
У той же час він почав надавати фінансову допомогу ІСККОН, що продовжує робити і до цього дня. У 1976 році він пожертвував 500 тис. доларів США на купівлю будинку «Фішер-меншен» в Детройті, а потім 2 000 000 доларів на реставрацію та перетворення в Культурний центр Бгактіведанти, який був відкритий в 1983 році. Альфред Форд також пожертвував 600 000 доларів США на відкриття першого храму ІСККОН на Гавайських островах, в місті Гонолулу. Альфред також зробив інші значні пожертви ІСККОН, наприклад, сплативши на початку 1990-х років значну частину витрат на будівництво Пушпа-самадгі Бгактіведанти Свамі Прабгупади в Маяпурі — найбільшого індуїстського самадгі у світі.
Альфред Форд є засновником «ISKCON Foundation», головою і меценатом проекту будівництва «Храму ведичного планетарію» в Маяпурі — який стане одним з найбільших культових споруд у світі. Особливою характерною рисою майбутнього храму буде те, що в ньому буде розташовуватися ведичний планетарій, в якому розміститься модель всесвіту в тому вигляді, в якому її описують Пурани.
Під час свого візиту до Москви в жовтні 2003 року Альфред Форд також висловив бажання надати фінансову підтримку будівництву храму Крішни в Москві, яке, за різними оцінками, обійдеться в суму від 15 до 50 млн доларів США.

## Цитати
|  | Я встаю на світанку і медитую. А замість того, щоб всю ніч стирчати в барі, лягаю спати рано. Не веду сексуальне життя поза шлюбом, не вживаю наркотиків і алкоголю, не граю в азартні ігри і їм тільки вегетаріанську їжу. Одним словом - живу в злагоді з самим собою. |

|  | Я став крішнаїтом після того, як усвідомив, що як капіталізм, так і комунізм не мають ніякого сенсу. |

|  | Багато людей Заходу щось шукають, щоб заповнити вакуум у своєму житті. Індія з її найбільшою і найбагатшою духовною культурою має унікальну можливість заповнити цю порожнечу. Без знань про вічну природу живої істоти, її взаємини з цим тимчасовим світом і про її духовний зв'язок з божественним Творцем плоди економічного розвитку завжди будуть розчаровувати. |

|  | Згідно з філософією кришнаїтів, все у світі належить Богові. Якщо ти щось використовуєш, значить, береш у борг у Бога. Якщо потім за це не платиш, ти вже злочинець. |

|  | Велика спадщина ведичної культури та добробут Америки можуть разом служити для зміцнення миру і процвітання. Я особисто присвятив цьому своє життя і кошти. |

Про свого прадіда Генрі Форда:
|  | Людина делікатна, мій прадід нікому і ніколи не нав'язував своїх поглядів, але сам їх твердо дотримувався. Вчення про переселення душ справило на нього дуже велике враження. Його вразила картина вічного існування душі, зміна нею тіл, збереження досвіду попереднього життя. Він також дотримувався вегетаріанства, таким чином готуючи себе до наступного життя. Свій винахід конвеєра він пояснював досвідом, набутим у попередніх народженнях. Він говорив: «З життя в життя ви набуваєте все нові і нові навички, переносячи їх з собою в чергове тіло, і так досягаєте комбінації досконалостей». |

## Відео
- Does Ford Have a Better Idea? [Архівовано 29 травня 2010 у Wayback Machine.] — документальний фільм про Альфреда Форда.(англ.)